# Gmina Mściwojów
Die Gmina Mściwojów ist eine Landgemeinde im Powiat Jaworski der Woiwodschaft Niederschlesien in Polen. Ihr Sitz ist das gleichnamige Dorf (deutsch Profen) mit etwa 450 Einwohnern.

## Geographie

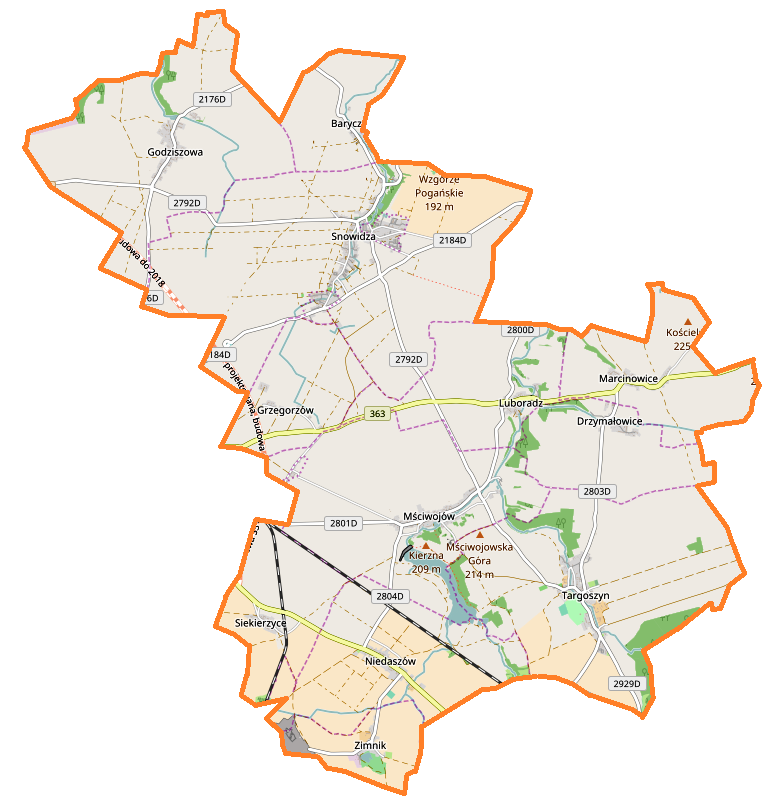
Karte der Gemeinde

Die Gemeinde liegt in etwa zentral in der Woiwodschaft. Breslau liegt etwa 50 Kilometer östlich. Nachbargemeinden sind die Kreisstadt Jawor (Jauer) im Westen, Męcinka im Nordwesten, Legnickie Pole im Norden, Wądroże Wielkie im Nordosten, Udanin im Osten, Strzegom sowie Dobromierz im Süden und Paszowice im Südwesten.
Die Gemeinde Mściwojów umfasst ein Gebiet von 71,9 km² von der 88 Prozent landwirtschaftlich genutzt werden. Nur drei Prozent der Fläche sind bewaldet. Zu den Fließgewässern gehört der Fluss Wierzbiak (Weidelache).

## Geschichte
Die Landgemeinde wurde 1973 aus Gromadas wieder gebildet. Sie kam 1975 von der Woiwodschaft Breslau zur Woiwodschaft Legnica, der Powiat wurde aufgelöst. Zum 1. Januar 1999 kam die Gemeinde zur Woiwodschaft Niederschlesien und zum wieder errichteten Powiat Jaworski.

## Gliederung
Die Landgemeinde (gmina wiejska) Mściwojów besteht aus 12 Dörfern mit einem Schulzenamt (sołectwo; deutsche Namen, amtlich bis 1945):
- Barycz (Baritsch)
- Drzymałowice (Dittersdorf)
- Godziszowa (Reppersdorf)
- Grzegorzów (Grögersdorf)
- Luboradz (Lobris)
- Marcinowice (Merzdorf)
- Mściwojów (Profen)
- Niedaszów (Herzogswaldau)
- Siekierzyce (Seckerwitz)
- Snowidza (Hertwigswaldau)
- Targoszyn (Bersdorf)
- Zimnik (Kalthaus)

## Bildung
Die Gemeinde unterhält drei Grundschulen (szkoła podstawowa) und eine Mittelschule (gimnazjum).

## Verkehr
Die Woiwodschaftsstraßen DW363 und DW382 führen in die Kreisstadt bzw. zur SchnellstraßeS3. Bahnanschluss besteht ebenfalls in der Kreisstadt. Der nächste internationale Flughafen ist Breslau.